# Jorge Silveira
Jorge Luiz Silveira, mais conhecido como Jorge Silveira (Niterói, 4 de Fevereiro de 1981), é um carnavalesco brasileiro, atual bicampeão do carnaval de São Paulo com a Mocidade Alegre. 

## Biografia
Formado pela Escola de Belas Artes da UFRJ é filho do carnavalesco Jorge Caldeirão, que trabalhou no Carnaval de Niterói nas décadas de 1970 e 80.
Trabalhou como professor de arte cerca de 10 anos antes de ingressar no Carnaval carioca em 2011, quando teve a oportunidade de desenhar projetos de figurinos e alegorias para carnavalescos famosos, como Max Lopes e Rosa Magalhães. No mesmo ano também ingressou no Carnaval Virtual, como carnavalesco do G.R.E.S.V. Mocidade.
Nos anos que se seguiram, realizou trabalhos para escolas de samba como Vila Isabel, Unidos da Tijuca, Imperatriz, Mangueira, Porto da Pedra, Viradouro e Cubango, e também em agremiações de outros centros como X-9 Paulistana e Gaviões da Fiel (São Paulo), União da Ilha da Magia (Florianópolis), Os Rouxinóis e Cova da Onça (Uruguaiana) e Independente de Boa Vista (Grande Vitória). Chegou a trabalhar desenhando para oito escolas em um mesmo carnaval. Contudo, revelou ter visto um projeto seu ser concretizado pela primeira vez no carnaval de 2012, quando fez desenhos para o carnavalesco Jaime Cezário em um enredo sobre o Barão de Mauá.
Considerado no meio como detentor de um estilo particular, com traços cartunescos e de fácil concretização, conseguiu rápida acensão na carreira como carnavalesco. Em 2015 foi convidado a integrar a equipe de carnavalescos da escola de samba paulistana Dragões da Real, da qual fez parte até 2017, quando foi vice-campeão do carnaval paulistano com o enredo "Dragões canta Asa Branca".
Também para o Carnaval 2017 desenvolveu seu primeiro trabalho solo na Série A (segunda divisão) do Rio de Janeiro pela Viradouro, desenvolvendo o enredo "...E todo menino é um Rei" e conquistando o vice-campeonato e o Prêmio S@mba-Net de Revelação do Ano.
Após o sucesso de 2017, foi contratado pela São Clemente como carnavalesco para o carnaval de 2018. O enredo "Academicamente popular" tratava do bicentenário de sua alma mater, a Escola de Belas Artes da UFRJ. Foi um um ano conturbado para a escola, que sofreu com a morte do vice-presidente, a perda da quadra e a interdição dos barracões da Cidade do Samba.  Ainda assim, o desfile foi célebre por ter apresentado pela primeira vez um enredo que havia sido anteriormente realizado no Carnaval Virtual.
Para o carnaval de 2019 renovou o contrato com a São Clemente e planeja um enredo com o samba reeditado "E o samba sambou", de 1990, de cunho autocrítico do próprio carnaval.
É da autoria de Jorge Silveira a logomarca da Comunidade do Carnaval Virtual.
Para o carnaval de 2021, retornou a Dragões da Real, escola onde iniciou carreira, para assinar como carnavalesco solo. Com o adiamento dos desfiles por conta da pandemia de COVID-19, o carnaval só voltou a acontecer em abril de 2022. Sendo a última a desfilar na primeira noite, a Dragões da Real teve uma passagem morna e tida como decepcionante por amantes do samba, apesar da plástica impecável de Jorge Silveira. A escola renovou com o artista logo em seguida, porém, sem maiores explicações, dispensou-o pouco tempo depois. 
Para 2023, Jorge assinou com a Mocidade Alegre.  Desenvolvendo o enredo "Yasuke", que contava a saga de um lendário guerreiro negro, a Morada do Samba foi a quinta escola a desfilar no sábado de carnaval, que voltara ao seus dias habituais. Após uma apresentação elogiada, a agremiação sagrou-se campeã, dando a Silveira seu primeiro título no Carnaval, cuja melhor colocação havia sido um vice-campeonato em 2017. Minutos antes do início do Desfile das Campeãs, a presidente Solange Bichara anunciou a renovação do carnavalesco com a escola. 
Paralelo à Mocidade, Jorge Silveira também acertou seu retorno à São Clemente para 2023 e desenvolveu o enredo "O Achamento do Velho Mundo" e apesar da apresentação correta e aplaudida, a escola não conseguiu se classificar para o Grupo Especial, ficando num apático 7º lugar. Após a apuração, a agremiação decidiu não renovar seu contrato.
Seguindo somente com a Mocidade Alegre, para 2024 o carnavalesco trouxe ao Sambódromo do Anhembi o enredo "Brasiléia Desvairada: a busca de Mário de Andrade por um país". Com um desfile leve, bonito e de fácil entendimento, a escola se credenciou rapidamente ao bicampeonato. A confirmação do favoritismo da Mocidade Alegre veio na apuração do dia 13 de fevereiro, onde a escola se consagrou bicampeã do carnaval paulistano, com a nota máxima de 270 pontos (contando com os descartes).
Em 18 de fevereiro, foi contratado para comandar o carnaval da Acadêmicos do Salgueiro para o ano de 2025. Também seguirá como carnavalesco da Mocidade Alegre, mas dividindo os trabalhos com Caio Araújo, recém-saído da Mocidade Unida da Mooca.

## Carnavais
Abaixo, a lista de desfiles assinados por Jorge Silveira.
| Ano  | Escola              | Colocação   | Divisão             | Enredo | Ref.   |
| ---- | ------------------- | ----------- | ------------------- | --- | ------ |
| 2015 | Dragões da Real     | 5º lugar    | Especial (SP)       | Acredite se puder! |        |
| 2016 | Dragões da Real     | 6º lugar    | Especial (SP)       | Surpresa! Adivinha o que eu trouxe pra você?                                                                            |        |
| 2016 | Bom das Bocas       | Vice-campeã | Grupo A (Três Rios) | Bom das Bocas - A Essência do Samba                                                                                     |        |
| 2017 | Dragões da Real     | Vice-campeã | Especial (SP)       | Dragões canta Asa Branca                                                                                                |        |
| 2017 | Unidos do Viradouro | Vice-campeã | Série A (RJ)        | ...E todo menino é um Rei                                                                                               |        |
| 2018 | São Clemente        | 11º lugar   | Especial (RJ)       | Academicamente popular                                                                                                  |        |
| 2019 | São Clemente        | 12º lugar   | Especial (RJ)       | E o samba sambou |        |
| 2020 | São Clemente        | 10º lugar   | Especial (RJ)       | O Conto do Vigário |        |
| 2022 | Dragões da Real     | 7º lugar    | Especial (SP)       | Adoniran |        |
| 2023 | Mocidade Alegre     | Campeã      | Especial (SP)       | Yasuke | [ 16 ] |
| 2023 | São Clemente        | 7º lugar    | Série Ouro (RJ)     | O Achamento do Velho Mundo                                                                                              | [ 17 ] |
| 2024 | Mocidade Alegre     | Campeã      | Especial (SP)       | Brasiléia Desvairada: a busca de Mário de Andrade por um país                                                           | [ 23 ] |
| 2025 | Salgueiro           | 7.º lugar   | Especial (RJ)       | Salgueiro de Corpo Fechado                                                                                              | [ 24 ] |
| 2026 | Salgueiro           |             | Especial (RJ)       | A delirante jornada carnavalesca da professora que não tinha medo de bruxa, de bacalhau e nem do pirata da perna-de-pau | [ 25 ] |

## Títulos e estatísticas
| Divisão          | Campeonato | Ano              | Vice | Ano                         | Terceiro lugar | Ano |
| ---------------- | ---------- | ---------------- | ---- | --------------------------- | -------------- | --- |
| Primeira Divisão | 2          | 2023 & 2024 (SP) | 2    | 2016 (Três Rios), 2017 (SP) | 0              | -   |
| Segunda Divisão  | 0          | -                | 1    | 2017 (RJ)                   | 0              | -   |

## Premiações
- Estrela do Carnaval

1. 2019 - Melhor enredo (São Clemente - "E o Samba Sambou") [26]
2. 2020 - Melhor enredo (São Clemente - "O Conto do Vigário") [27]
3. 2023 - Melhor enredo (São Clemente - "O Achamento do Velho Mundo") [28]
4. 2023 - Melhor carnavalesco (Mocidade Alegre) [29]

- Gato de Prata

1. 2017 - Revelação (carnavalesco - Viradouro) [30]

- Plumas & Paetês Cultural

1. 2017 - Melhor desenhista (Viradouro) [31]
2. 2018 - Melhor desenhista (São Clemente) [32]
3. 2020 - Melhor pesquisador (São Clemente) [33]
4. 2023 - Melhor pesquisador (São Clemente) [34]
5. 2025 - Melhor desenhista/projetista (Salgueiro) [35]

- Prêmio SRzd

1. 2020 - Melhor enredo (São Clemente - "O Conto do Vigário") [36]

- S@mba-Net

1. 2020 - Melhor enredo (São Clemente - "O Conto do Vigário") [37]

- Troféu Sambario

1. 2019 - Melhor conjunto de fantasias (São Clemente) [38]

- Troféu Tupi Carnaval Total

1. 2023 - Melhor enredo (São Clemente - "O Achamento do Velho Mundo") [39]

## Ligações Externas
- G.R.E.S. São Clemente
- G.R.E.S. Unidos do Viradouro